# Emanuel Ringelblum

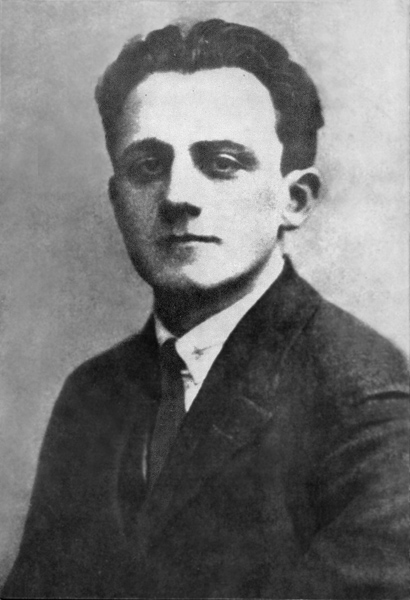

Emanuel Ringelblum (Boetsjatsj, 21 november 1900 – maart 1944) was een Joods-Pools historicus. Hij was een van de drijvende krachten achter Oneg Shabbat, het clandestiene archief uit het getto van Warschau.
- Een uitspraak van hem is Verzamel zoveel mogelijk, na de oorlog kunnen ze het uitzoeken. (1941)